# Campionati europei di slittino 1934
I Campionati europei di slittino 1934 sono stati la 4ª edizione della competizione.
Si sono svolti a Ilmenau, in Germania, dal 3 al 4 febbraio 1934.

## Medagliere
| Pos.   | Nazione        | Oro | Argento | Bronzo | Totale |
| ------ | -------------- | --- | ------- | ------ | ------ |
| 1      | Germania       | 2   | 0       | 0      | 2      |
| 2      | Cecoslovacchia | 1   | 3       | 3      | 7      |
| Totale | Totale         | 3   | 3       | 3      | 9      |

## Podi
| Evento            | Oro                       | Argento                       | Bronzo                     |
| Singolo Maschile  | Martin Tietze             | Rudolf Maschke                | Alfred Posselt             |
| Doppio Maschile   | Walter Feist Walter Kluge | Rudolf Hermann Rudolf Maschke | Josef Heller Albert Krauss |
| Singolo Femminile | Lotte Embacher            | Christa Klecker               | Fanny Altendorfer          |